# Schrammenbach
Koordinaten: 62° 9′ 0″ S, 58° 56′ 0″ W
Der Schrammenbach ist ein kurzer Bach im Norden der Fildes-Halbinsel von King George Island, der größten der Südlichen Shetlandinseln.
Er ist der nördlichste von drei Bächen auf dem West Foreland, dem nördlichsten Bereich der Halbinsel. Der Bach entspringt unweit der zum Bellingshausen Dome (Collinseiskappe) gehörigen Nördlichen Collinsmoräne und fließt in westnordwestliche Richtung zur Drakestraße.
Südlich schließen sich Geschiebebach und Moränenbach an.
Im Rahmen zweier deutscher Expeditionen zur Fildes-Halbinsel in den Jahren 1981/82 und 1983/84 unter der Leitung von Dietrich Barsch (Geographisches Institut der Universität Heidelberg) und Gerhard Stäblein (Geomorphologisches Laboratorium der Freien Universität Berlin) wurde der Bach zusammen mit zahlreichen weiteren bis dahin unbenannten geographischen Objekten der Fildes-Halbinsel neu benannt und dem Wissenschaftlichen Ausschuss für Antarktisforschung (Scientific Committee on Antarctic Research, SCAR) gemeldet.